# La hermandad (película argentina)
La Hermandad es una película documental argentina dirigida por Martín Falci Frosoni. Retrata el campamento del Gymnasium, donde 500 alumnos varones de 10 a 18 años conviven durante 10 días en medio del monte y alejados de adultos. El filme fue rodado en 2017 en la provincia de Tucumán y es producida por Benjamín Ávila, productor de Gilda y director de Infancia Clandestina. La película estrena en cines tucumanos el 15 de agosto de 2019.

## Sinopsis
Los estudiantes de 10 años viajan por primera vez al esperado campamento de su colegio, organizado por los alumnos más grandes. Durante una semana en la montaña descubrirán la convivencia y la supervivencia en la naturaleza, lejos del amparo de sus padres. Los chicos al regresar a sus casas no volverán a ser los mismos. Un retrato de la infancia masculina, en una escala íntima pero universal; sobre el sentido de pertenencia y la creación de identidad.

## Producción
La película fue producida por Habitación 1520 Producciones, con Benjamín Ávila (Gilda, Infancia Clandestina) a cargo de la producción general. Fue rodada en diciembre de 2017, durante el campamento del colegio Gymnasium en Potrero de las Tablas, provincia de Tucumán. Contó con el apoyo del Gobierno de Tucumán, la Municipalidad de San Miguel de Tucumán, la Caja Popular de Ahorros de la Provincia, el Instituto Nacional de Cine y Artes Audiovisuales, la Universidad Nacional de Tucumán y la Escuela Universitaria de Cine, Video y Televisión.

## Distinciones
En su instancia de proyecto, la película se alzó con el premio del LABINTUC un laboratorio de desarrollo realizado por el Ente Cultural de Tucumán, la Escuela Universitaria de Cine, Video y Televisión y la Universidad Nacional de Tucumán. También formó parte de la selección oficial de la FIDBA-WIP (work-in-progress) del Festival internacional de Cine Documental de Buenos Aires (FIDBA), donde recibió un premio. Forma parte de la selección oficial de la Competencia Argentina del 14° Festival Tucumán Cine.